# Emilia Pikkarainen
Emilia Fanni Vivian Pikkarainen (Vantaa, 11 ottobre 1992) è un'ex nuotatrice finlandese.

## Vita privata
Dal 2016 al 2019 è stata sposata con il pilota finlandese di Formula 1 Valtteri Bottas.

## Palmarès
- Europei

Londra 2016: bronzo nella 4×100m misti.
- Europei in vasca corta

Eindhoven 2010: bronzo nella 4×50m sl.
Chartres 2012: argento nella 4×50m sl.